# Каменка (Старорусский район)
Ка́менка — деревня в Старорусском районе Новгородской области, входит в состав Новосельского сельского поселения.
Расположена на левом берегу реки Порусья, в которую чуть северней деревни слева впадает небольшая одноимённая речка. Ближайшие населённые пункты — Ожедово (3 км к северу), Лосытино (1,5 км к югу). В 2010 году в деревне оставались 4 дома, из которых только в одном жили люди. Площадь территории деревни 23,1 га. Дороги в Каменку нет. До апреля 2010 года деревня входила в состав ныне упразднённого Пробужденского сельского поселения.

## Население
| 2010 | 2011 |
| ---- | ---- |
| 3    | ↘0   |